# NGC 2211
NGC 2211 est une galaxie lenticulaire située dans la constellation du Grand Chien. NGC 2211 a été découverte par l'astronome américain Francis Leavenworth en 1885.

## Caractéristiques
Sa vitesse par rapport au fond diffus cosmologique est de 2 100 ± 22 km/s, ce qui correspond à une distance de Hubble de 31,0 ± 2,2 Mpc (∼101 millions d'al).

## Paire de galaxies en interaction
NGC 2211 et NGC 2212 sont près l'une de l'autre sur la sphère céleste et comme elles sont à peu près à la même distance de nous, elles forment une paire de galaxie. Elles sont probablement en interaction gravitationnelle.